# Хольст, Арне
Арне Хольст (норв. Arne Holst; 16 марта 1904, Кристиания — 27 декабря 1991, Осло) — норвежский бобслеист. Участник зимних Олимпийских 1948 и 1952 годов.

## Биография
Арне Хольст родился 16 марта 1904 года в норвежском городе Кристиания (сейчас Осло).
Выступал в соревнованиях по бобслею за клуб «Осло».
В 1948 году вошёл в состав сборной Норвегии на зимних Олимпийских играх в Санкт-Морице. В соревнованиях двоек вместе с Иваром Йохансеном заняли 7-е место, показав по сумме четырёх заездов результат 5 минут 38,2 секунды и уступив 9 секунд завоевавшим золото Феликсу Эндриху и Фрицу Валлеру из Швейцарии. В соревнованиях четвёрок норвежский экипаж, за который также выступали Ивар Йохансен, Рейдар Берг и Альф Ларге, занял 5-е место, показав по сумме четырёх заездов результат 5.22,5 и уступив 2,4 секунды завоевавшему золото экипажу из США.
В 1952 году вошёл в состав сборной Норвегии на зимних Олимпийских играх в Осло. В соревнованиях двоек вместе с Коре Кристиансеном заняли 13-е место показав по сумме четырёх заездов результат 5.38,41, уступив 13,87 секунды победителям Андерлю Остлеру и Лоренцу Ниберлю из ФРГ. В соревнованиях четвёрок норвежский экипаж, за который также выступали Трюгве Брудеволль, Джеймс Эйден и Коре Кристиансен, занял 12-е место, показав по сумме четырёх заездов результат 5.21,36 и уступив 13,52 секунды завоевавшему золото экипажу из ФРГ.
Умер 27 декабря 1991 года в Осло.